# Androgen-binding protein
Pour les articles homonymes, voir ABP.
L'androgen binding protein (ABP, ou protéine de liaison des androgènes) est une protéine de transport des androgènes. Elle est synthétisée par les cellules de Sertoli après stimulation hormonale par la FSH. L'Androgen Binding Protein (ABP) permet la concentration locale de testostérone au niveau des tubes séminifères.